# Аноа (Пикардија, Ен)
Аноа (фр. Annois) насеље је и општина у североисточној Француској у региону Пикардија, у департману Ен (Пикардија) која припада префектури Сен Кентен.
По подацима из 2011. године у општини је живело 386 становника, а густина насељености је износила 65,42 становника/km². Општина се простире на површини од 5,9 km². Налази се на средњој надморској висини од 65 метара (максималној 158 m, а минималној 63 m).

## Демографија
| 1962. | 1968. | 1975. | 1982. | 1990. | 1999. | 2011. |
| ----- | ----- | ----- | ----- | ----- | ----- | ----- |
| 332   | 345   | 370   | 397   | 372   | 383   | 386   |

График промене броја становника у току последњих година